# 皮爾龐特 (密蘇里州)
皮爾龐特（英語：Pierpont）是位於美國密蘇里州布恩縣的村。

## 人口
根據2020年美國人口普查的數據，皮爾龐特的面積為0.59平方千米，皆為陸地。當地共有人口64人，而人口密度為每平方千米108人。